# Герб Томаківського району
Герб Томаківського райо́ну затверджений 22 грудня 2004 р. рішенням № 248-19/IV Томаківської районної ради.

## Опис
На червоному щиті з лазуровою облямівкою золотий лапчастий (уширений) хрест із покладеними на нього двома срібними шаблями вістрям догори в косий хрест, над хрестом золота восьмипроменева зірка. Щит оточений вінком з дубового листя, червоних маків та золотих колосків пшениці з золотою (за оыіційним описом герба на міському прапорі; за його зображеннями синьою) стрічкою.

## Значення
Золотий козацький хрест та козацька зброя нагадують про давні часи, коли Томаківщина дала початок славетній історії українського козацтва, адже саме тут містилась до 1593 р. перша з Запорізьких Січей — Томаківська Січ. Символом цієї Січі є восьмипроменева зірка.
Червоний колір на гербі символізує хоробрість та відвагу у боротьбі з ворогами, що завжди були притаманні томаківчанам, золото — символ слави, здобутої у цій боротьбі.
Автор — С. М. Цимбал.
Комп'ютерна графіка — В. М. Напиткін.